# Jonathan Ahonto
Jonathan Koffi Ahonto ist ein togoischer Fußballschiedsrichterassistent.
Seit 2020 steht Ahonto auf der Liste der FIFA-Schiedsrichter und ist an der Spielleitung internationaler Fußballspiele beteiligt, unter anderem in der CAF Champions League.
Beim Afrika-Cup 2024 in der Elfenbeinküste leitete Ahonto drei Spiele. Zudem war er unter anderem Schiedsrichterassistent bei der U-20-Afrikameisterschaft 2023 in Ägypten, beim U-23-Afrika-Cup 2023 in Marokko, bei der U-17-Weltmeisterschaft 2023 in Indonesien, in der afrikanischen WM-Qualifikation sowie bei diversen Qualifikations- und Freundschaftsspielen.